# Метвалли, Мохамед
Мохамед Мустафа Ахмед Абдалл Метвалли (араб. محمد مصطفى أحمد عبد الله متولي‎; род. 24 августа 1995) — египетский борец греко-римского стиля, призёр Африканских игр, победитель и призёр чемпионата Африки, участник Олимпийских игр.

## Карьера
В апреле 2021 года в тунисском Хаммамете на африканском и океанском олимпийский отборочный турнире к Олимпийским играм в Токио завоевал лицензию. В августе 2021 года на Олимпиаде в схватке на стадии 1/8 финала одолел белоруса Кирилла Маскевича (9:1), в 1/4 финала на туше победил Даниэля Грегорича из Кубы, в полуфинале уступил венгру Виктору Лёринцу (2:9), а в схватке за бронзовую медаль на туше проиграл Денису Кудле из Германии и занял итоговое 5 место.

## Достижения
- Чемпионат Африки по борьбе 2016 — ;
- Чемпионат Африки по борьбе 2017 — ;
- Чемпионат Африки по борьбе 2019 — ;
- Чемпионат Африки по борьбе 2020 — ;
- Олимпийские игры 2020 — 5;